# Templo del Santuario de Nuestra Señora de Guadalupe (Aguascalientes)
El Templo del Santuario de Nuestra Señora de Guadalupe es un edificio religioso para el culto católico del siglo XVIII, iniciado en 1767 y ampliado en el siglo XX, ubicado en el Barrio de Guadalupe de Aguascalientes.

## Historia
La conformación del Barrio de Guadalupe, que en aquella época se le conocía como «de los Arellano», se puede rastrear hasta la segunda mitad del siglo XVIII, debido a la actividad comercial y agrícola de la zona. Alrededor de las tiendas, mesones, bodegas y comedores, se impulsó la construcción de un templo religioso. La construcción del templo inició en 1767 y culminó en su primera etapa en 1789.

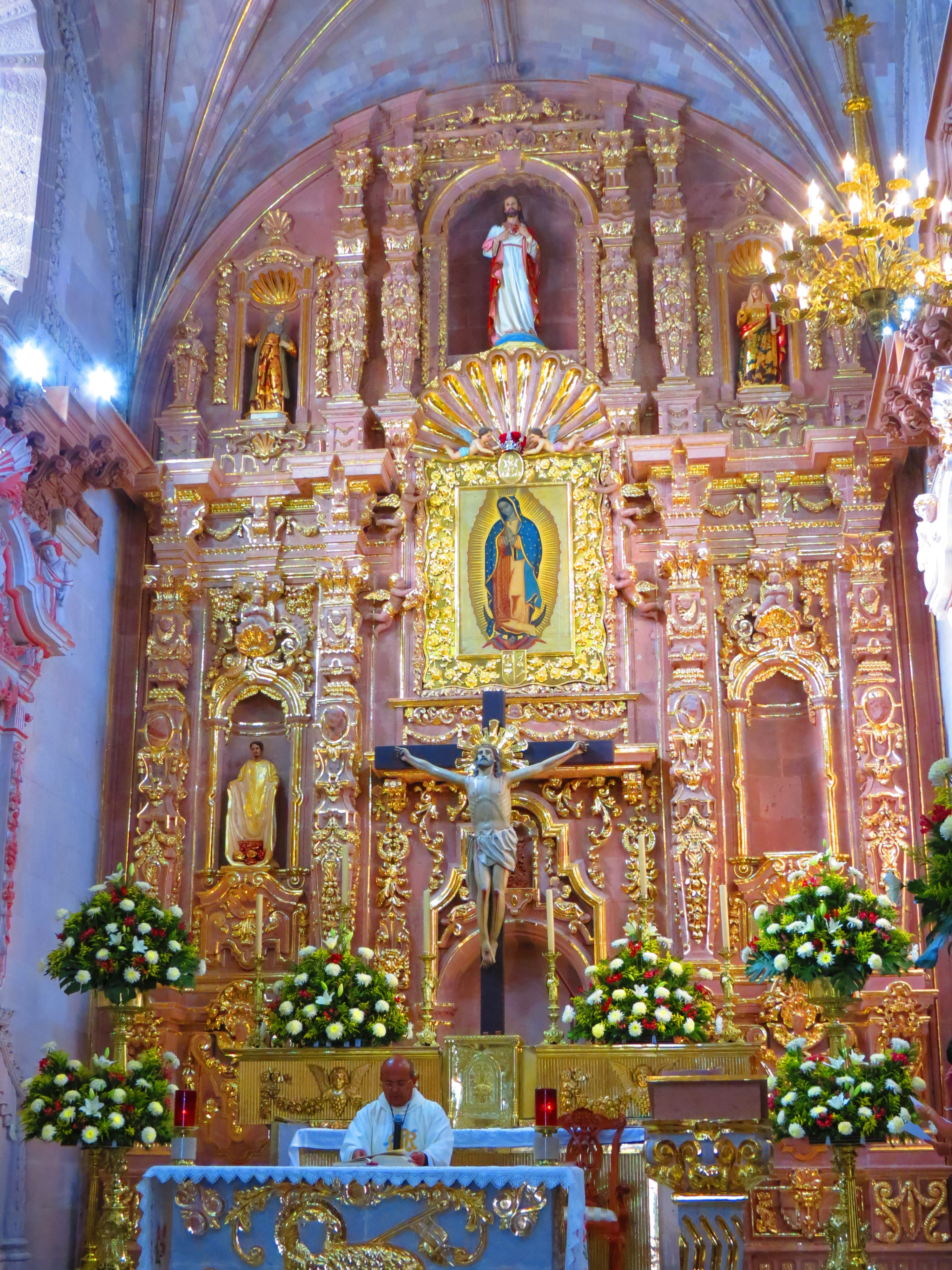
Retablo dorado del Santuario de Nuestra Señora de Guadalupe

Alejandro Topete del Valle señala que el templo fue construido en un terreno que cedió una persona de apellido Sedillo, y que el presbítero José Javier Lomas y Francisco Flores Robles realizaron donaciones de 26 mil pesos. La obra del templo fue proyectada por Felipe de Ureña, a partir de una planta en forma de cruz latina, y fue él quien también diseñó la portada y el retablo principal.
El 28 de diciembre de 1785 se comenzó, a un costado derecho del templo, un cementerio que le sirviera a la ciudad.
A partir de 1907 el templo fue remodelado. Las naves laterales fueron añadidas a principios del siglo XX, cambiando la planta a una de tipo basilical. Asimismo se añadieron dos torres en 1973, siguiendo las sugerencias de Refugio Reyes Rivas, con la ejecución de Víctor Manuel Villegas, quien estudió la planeación dejada por Reyes para la fachada y las torres.
En 1931 se erigió una parroquia diseñada por Felipe de Ureña, por lo cual hubo modificaciones en la estructura.
En 2018, el sacerdote Carlos Alberto García Zavala, encabezó la remodelación del interior del templo, primero restaurando los murales de principios del siglo XX de la Capillita del Santísimo (Sagrario). Asimismo, se planeó restaurando el templo; y también colocando hojas de oro en el altar mayor, resaltando los acabados de la cantera. Dichos trabajos fueron financiados por los feligreses y supervisados por el Instituto Nacional de Antropología e Historia.

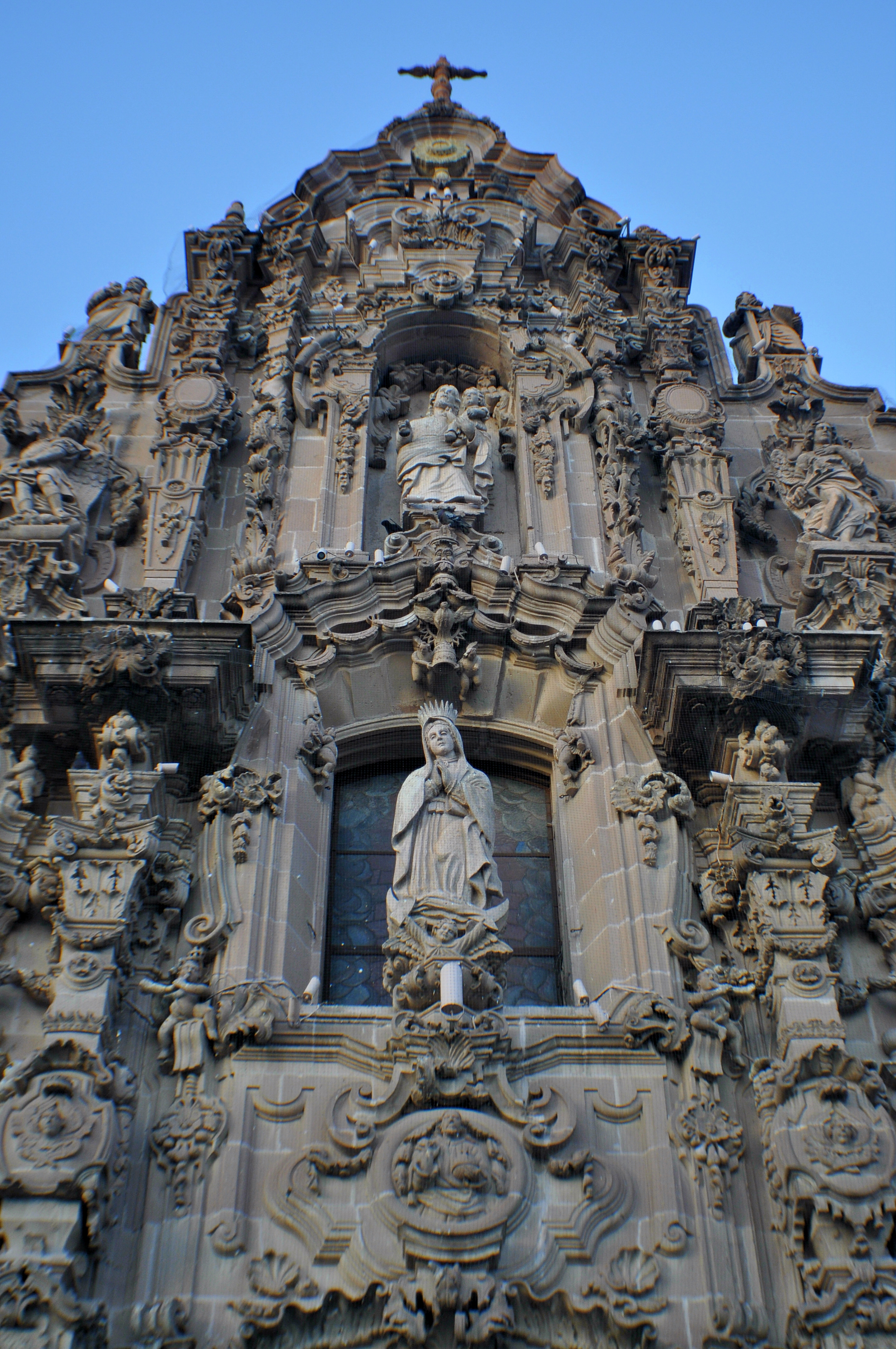
Detalle de la portada

## Arquitectura y estilo artístico
Se considera que el principal estilo del templo es el barroco mexicano o exuberante, particularmente por los adornos del frontispicio, con su filigrana de piedra, el cual es típico del Bajío. La cúpula está recubierta con azulejos de Talavera de Puebla en el exterior.
La decoración del interior también es muy recargada, con esculturas y pinturas de buena calidad. El púlpito fue realizado en Tecali, con piedra volcánica similar al mármol. Las pechinas están decoradas con pinturas que representan las cuatro apariciones de la Virgen de Guadalupe. En el interior se encuentra una pintura con la representación de la Virgen de Guadalupe, de José de Alcíbar, que data de 1777. La pintura cuenta con un texto que señala: “Está fielmente copiada y arreglada a la medida, número de rayos y estrellas de su soberano original. Josef de Alzíbar, Pinxit, 1777”.
A principios del siglo XX fue construida la capilla del Santísimo, la cual es de estilo neogótico.

## Galería

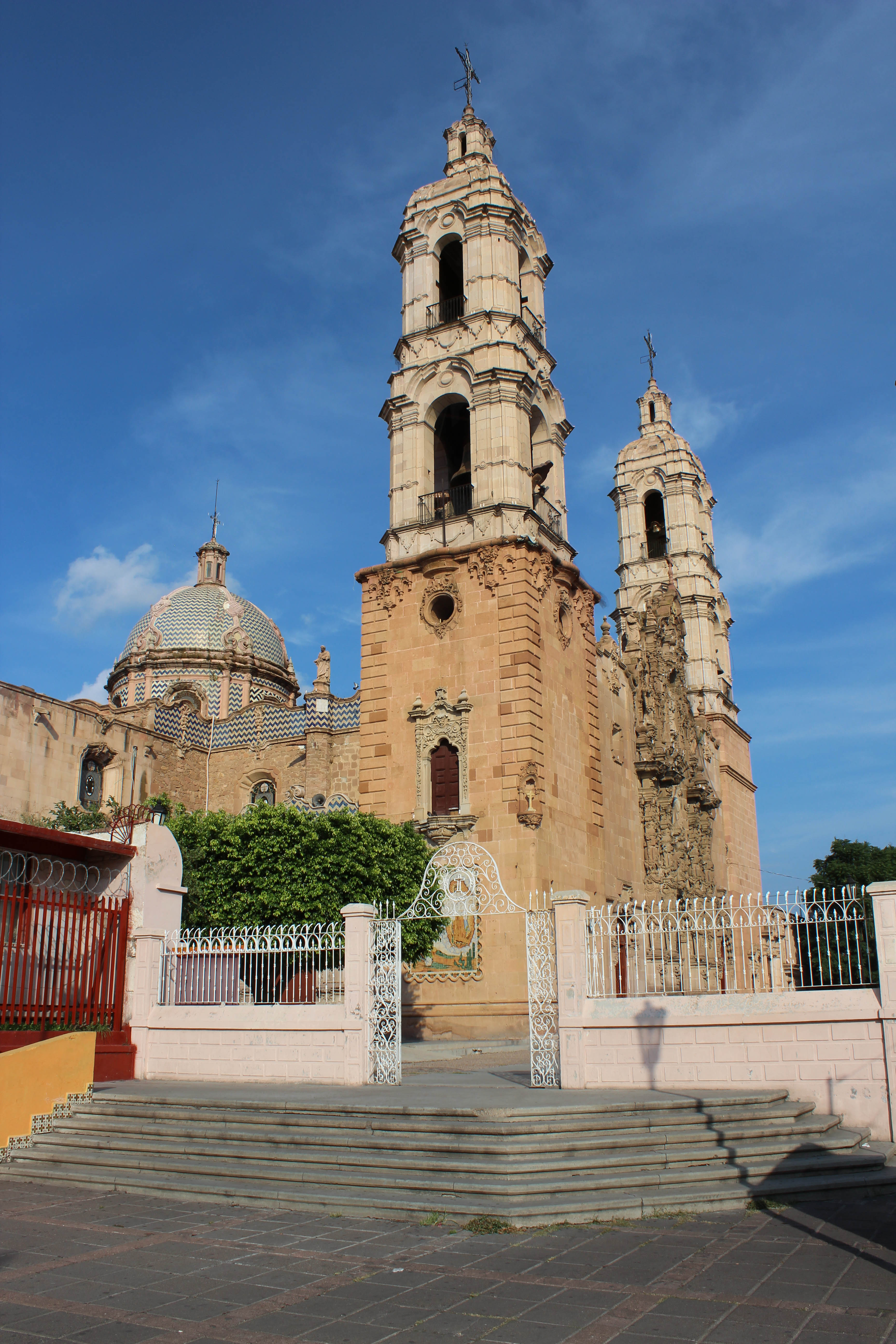
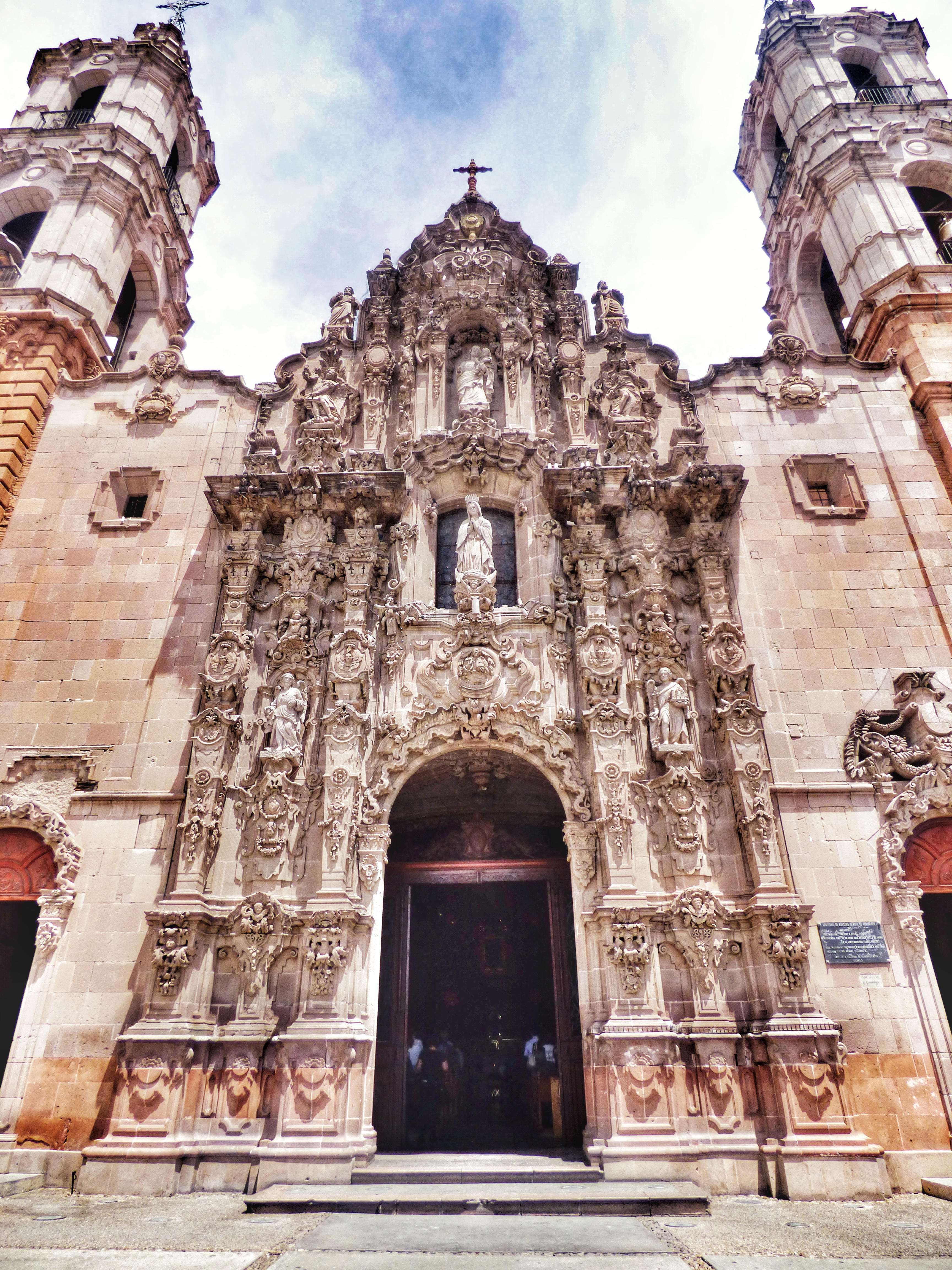
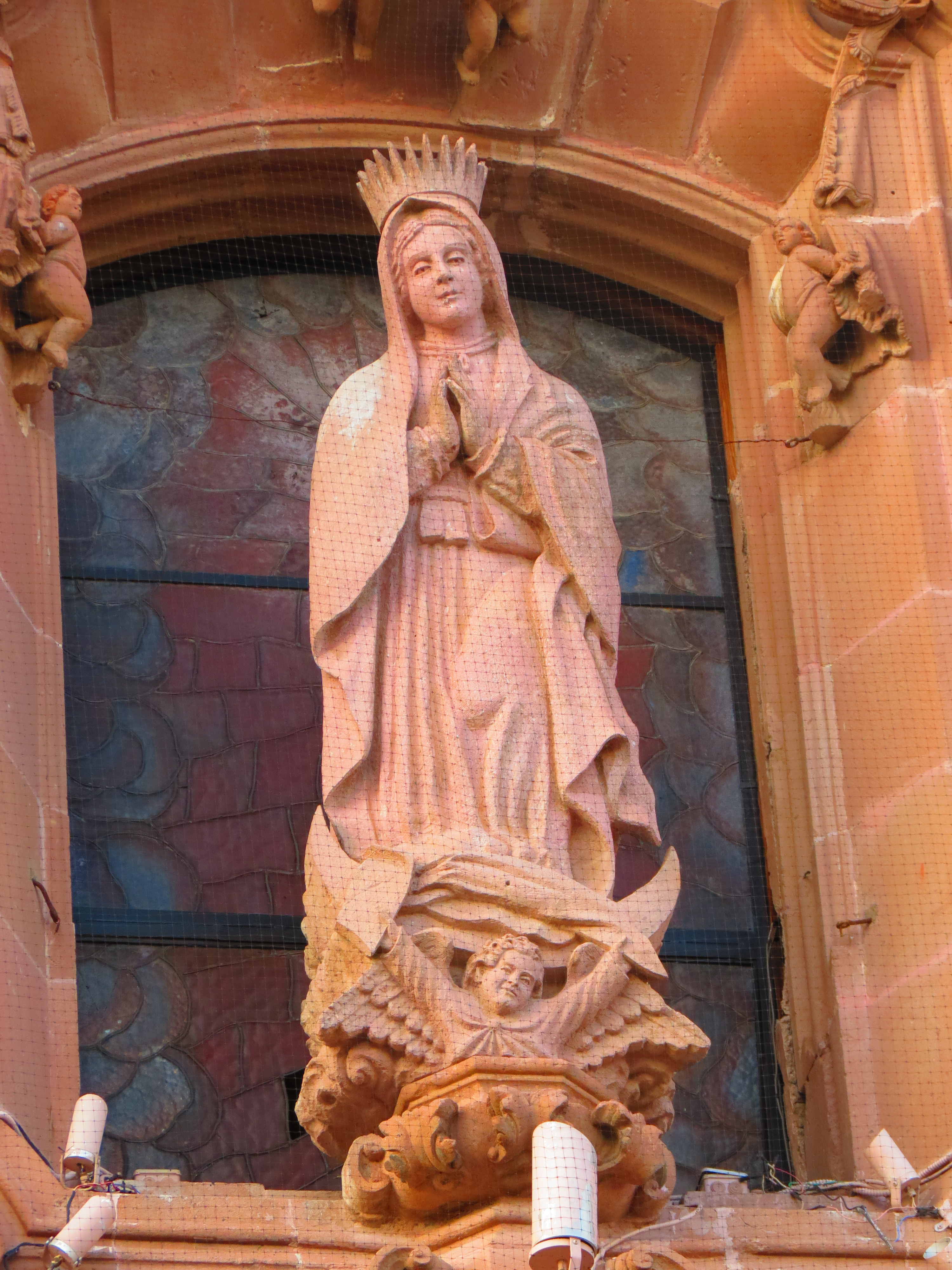
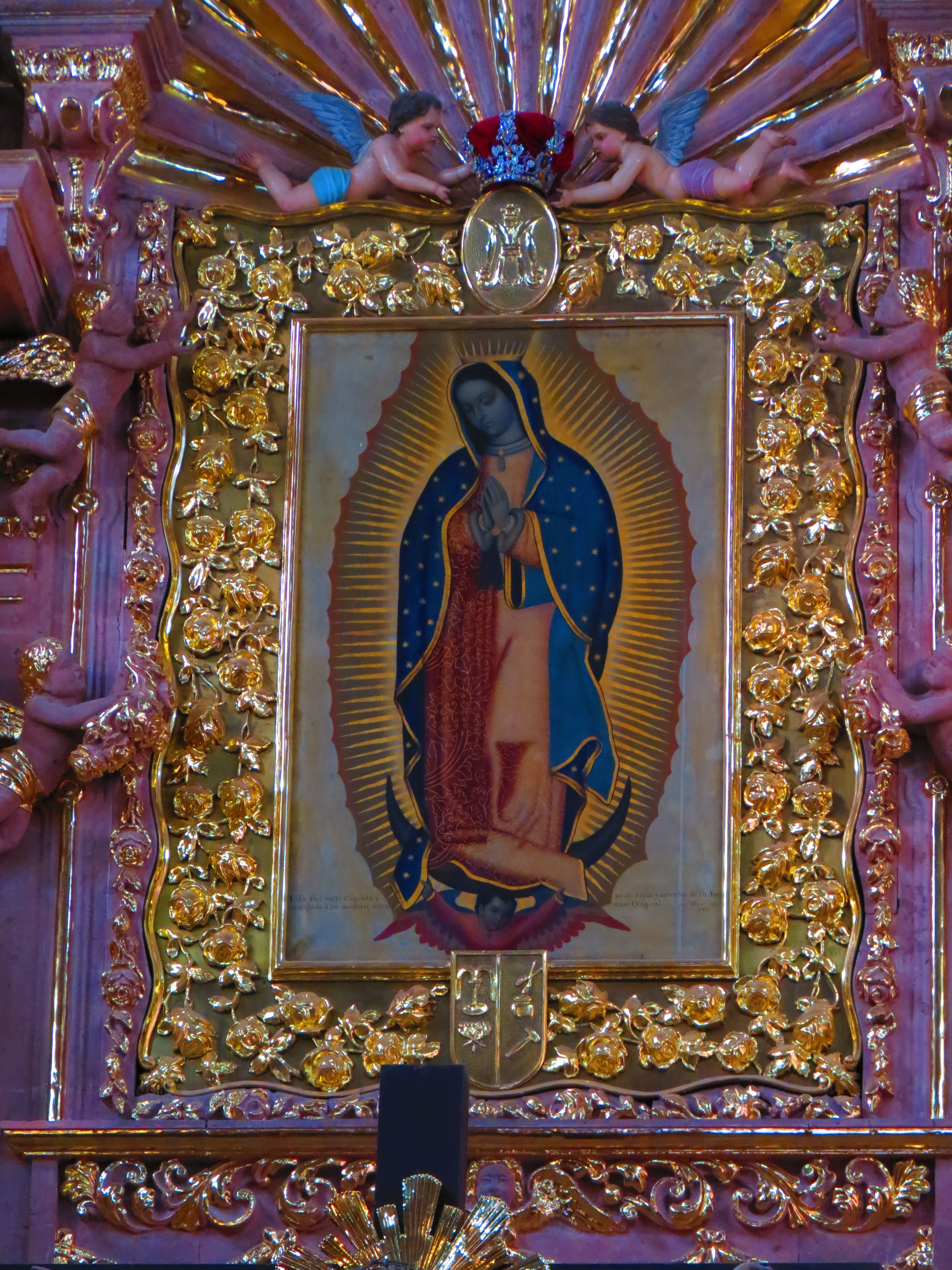
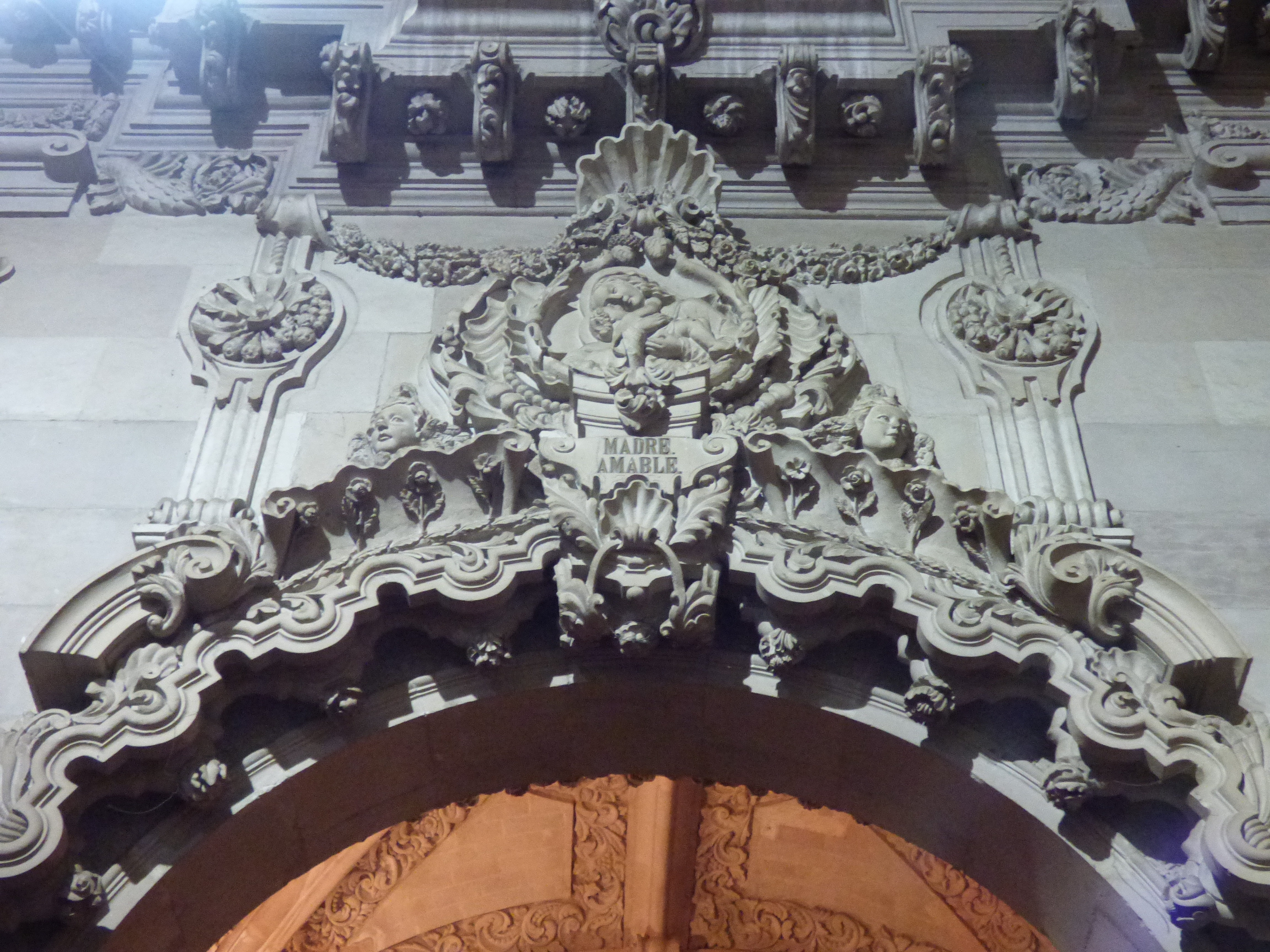
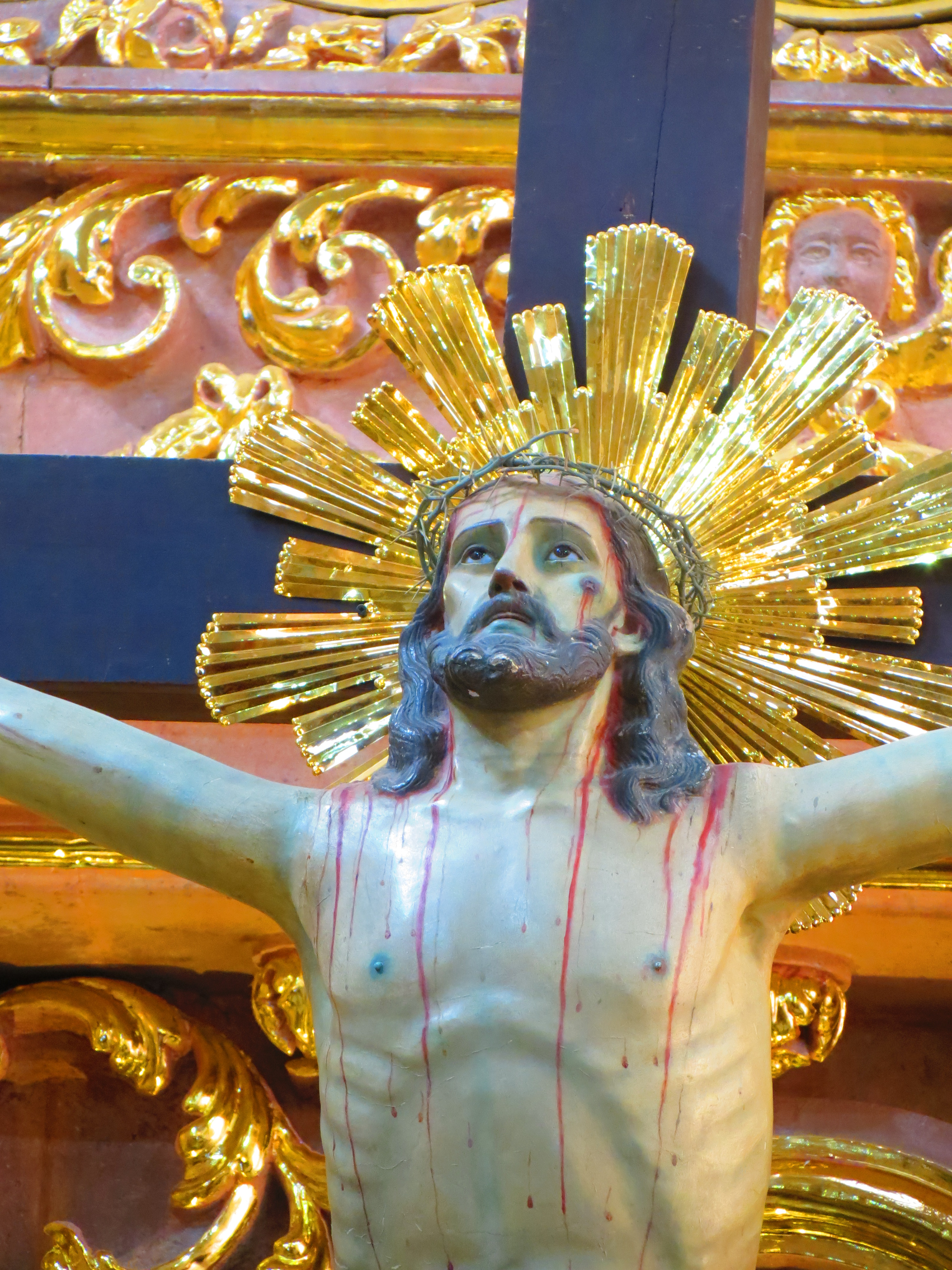
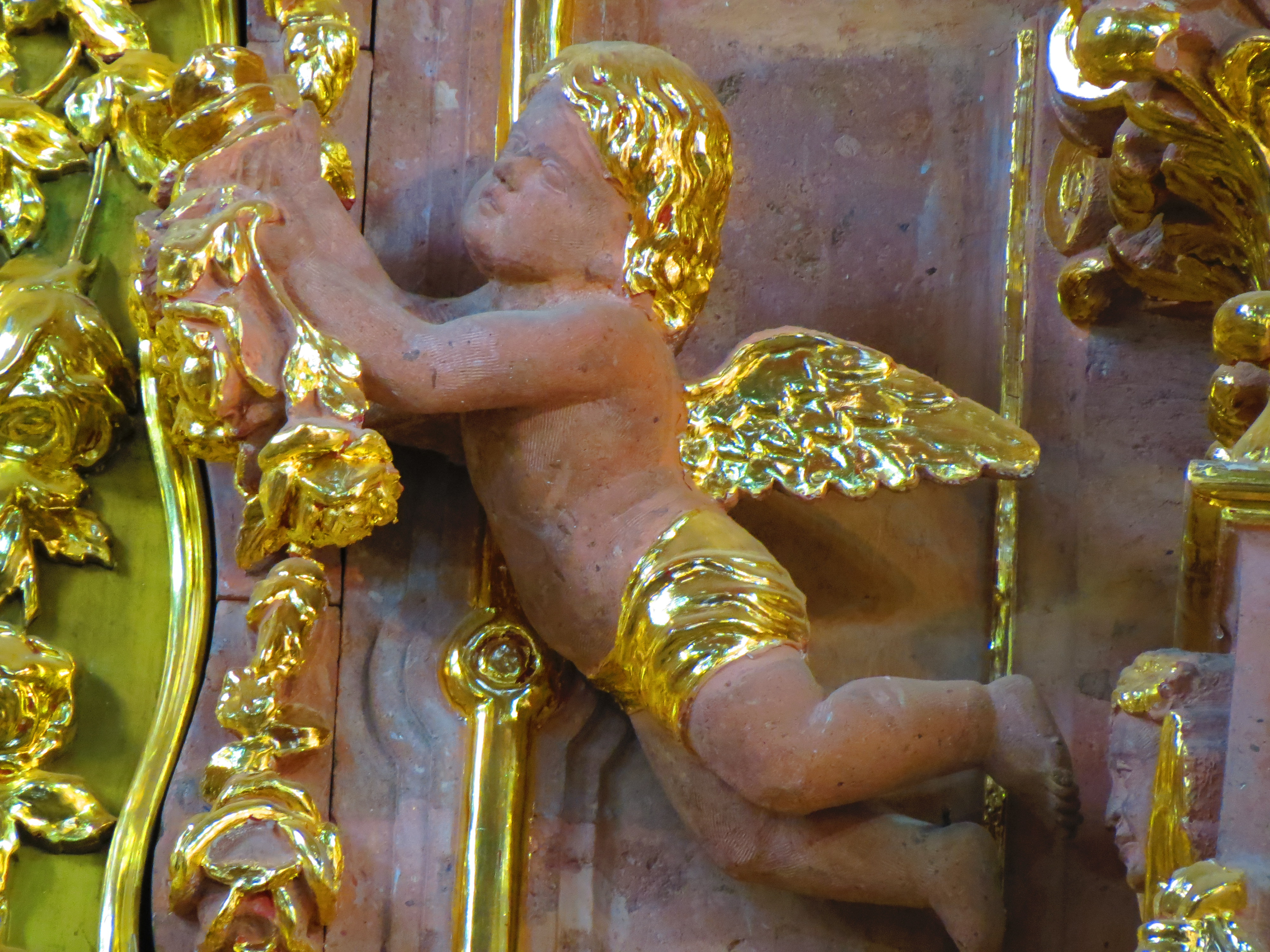